# Balás Elek
Balás Elek (Gyergyóremete, 1883 – Budapest, 1951) magyar ügyvéd, politikus.

## Életrajza
Egyik őse, remetei Balás István 1655-ben lófőként tűnt fel a gyulafehérvári lajstromban, aki részt vett II. Rákóczi György lengyelországi hadjáratában, 1657-ben. 1849-ben nagyapja, idősebb Balás Elek hadnagyként kísérte Bem Józsefet Törökországba, majd amikor muszlim hitre kellett volna áttérnie, visszatért Gyergyóremetére.
Balás Elek a kolozsvári Ferencz József Tudományegyetemen szerzett 1904-ben jogtudományi szigorlatot, mely után doktorrá avatták. Tanulmányai befejeztével, 1908-ban Gyergyószentmiklóson ügyvédi irodát nyitott.
A székely politikai életben, mint a függetlenségi és 48-as eszmék elkötelezett harcosa lépett fel. Kampányfőnökként látványosan megbuktatta a kormánypárt jelöltjét és győzelemre juttatta az ellenzék jelöltjét, Sümegi Vilmost. 1909 januárjában feleségül vette Sümegi Vilmos országgyűlési képviselő lányát. Az 1916-os román betöréskor Budapestre menekültek. A betörés után visszatelepült, de a rendszerváltozást követően előbb Balatonboglárra majd Budapestre került. Balatonbogláron élték át a Tanácsköztársaság időszakát. Ekkor felesége álruhában értesítve megmentette gyulai Gaál Gaszton Kisgazdapárti vezetőt és földbirtokokost, amikor Szamuely Tibor csapata ki akarta végezni. Ezért a tettéért Balás Elekné később Nemzetvédelmi Keresztet kapott.
1939-ben Balás Eleket kormányfőtanácsossá nevezték ki, 1942-ben kormányküldöttséggel Gyergyóremetére utazott, és ott Országzászló Emlékművet avatott. Fia, Balás Gábor később nagy hatású jogtörténész és a székely történelem ismert kutatója lett.

## Emlékezete
- Balás Elek ösztöndíj Csíkszeredában